# Medalla de la deportació i l'internament per fets de Resistència
La medalla per deportació i internament per actes de resistència (francès: médaille de la déportation et de l'internement pour faits de résistance) és una medalla d'honor francesa concedida a títol militar.

## Història
Establerta el 6 d'agost de 1948, és una medalla d'honor francesa concedida a títol militar. Les seves condicions d'assignació les fixa l'article 378 del Codi de pensions d'invalidesa militar i víctimes de guerra.
El govern francès va crear aquesta distinció al mateix temps que la llei sobre les definicions precises de resistent deportat i resistent internat:
- resistent deportat: trasllat fora del territori nacional per fets qualificats de resistència i empresonament en presó o camp de concentració
- internat resistent: detenció en territori nacional durant un període mínim de tres mesos per fets qualificats de resistència.

Els beneficiaris són els resistents deportats i internats de la Segona Guerra Mundial. La seva atribució, però, es va ampliar de gener de 1955, als deportats i internats de la Primera Guerra Mundial. és així com és possible afegir una barra a la cinta especificant l'estat del beneficiari i el conflicte. No obstant això, aquesta condecoració estava destinada principalment a retre homenatge als resistents deportats de la Segona Guerra Mundial.
Va ser dissenyat per l'escultor René Iché, el concurs estava estrictament reservat als artistes de la resistència, essent Iché un pioner de la Resistència, el concurs va ser desestimat. La idea del foc darrere de les mans ve de la seva amiga Germaine Tillion.
Va ser atorgada 74 864 vegades.

## Disseny
- Medalla: de bronze, de forma pentagonal, comuna als resistents deportats i als resistents internats.
- Anvers: dues mans enllaçades per una cadena davant d'un foc.
- Revers: la inscripció “REPÚBLICA FRANCESA” i a continuació « MEDAILLE DE LA DEPORTATION ET DE L'INTERNEMENT POUR FAITS DE RESISTANCE » (medalla de deportació i internament per actes de resistència.
- Cinta: set franges blanques i blaves, verticals per als deportats i obliqües per als internats, també es nota la presència d'una vora vermella a les vores de la cinta.

Hi ha quatre barres possibles: "DÉPORTÉ", "INTERNÉ", “1914-1918” i “1939-1945”.

Medalla de la deportació
Medalla de l'internament